# سارا ريستوفسكا
سارا ريستوفسكا مواليد 9 سبتمبر 1996 في سكوبيه، جمهورية مقدونيا، هي لاعبة كرة يد مقدونية تلعب كجناح أيمن. مثلت منتخب مقدونيا لكرة اليد للسيدات.

## روابط خارجية
- سارا ريستوفسكا على موقع الاتحاد الأوروبي لكرة اليد (الإنجليزية)